# 44 Montgomery
44 Montgomery è un grattacielo nel cuore del distretto finanziario di San Francisco.

## Caratteristiche
Quando fu completato nel 1967, era l'edificio più alto degli Stati Uniti a ovest di Dallas, ma fu presto superato da 555 California Street (l'ex quartier generale mondiale di Bank of America) nel 1969. L'edificio è stato progettato, costruito e dedicato alla Wells Fargo Bank. L'edificio è stato venduto da AT&T nel 1997 per $ 111 milioni.
44 Montgomery, come parte del progetto originale che anticipa l'allora in costruzione sistema della metropolitana Bay Area Rapid Transit, contiene un accesso diretto alla metropolitana della città e alla stazione di Montgomery Street.